# Harry Cobby

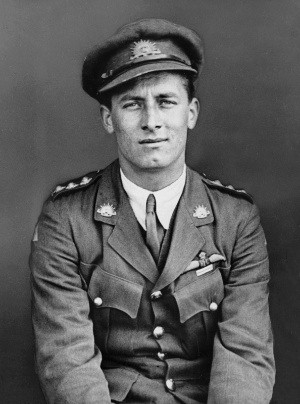
Arthur Henry Cobby

Arthur Henry „Harry“ Cobby (* 26. August 1894 in Melbourne, Australien; † 11. November 1955 ebenda) war ein australischer Luftwaffenoffizier und mit 29 Abschüssen der erfolgreichste Kampfpilot des Australian Flying Corps während des Ersten Weltkriegs. Er stieg später in der Royal Australian Air Force bis in den Rang eines Air Commodore auf.

## Leben

### Jugend und Erster Weltkrieg
Cobby wuchs in Melbourne auf und war zu Kriegsbeginn Bankangestellter. Sein Arbeitgeber verhinderte bis 1916, dass er zu den australischen Luftstreitkräften eingezogen wurde. Nach Abschluss seines Flugtrainings diente er an der Westfront in der No. 4 Squadron. Seine Erfolge als Kampfpilot wurden u. a. mit dem Distinguished Service Order und dem Mention in Despatches gewürdigt.

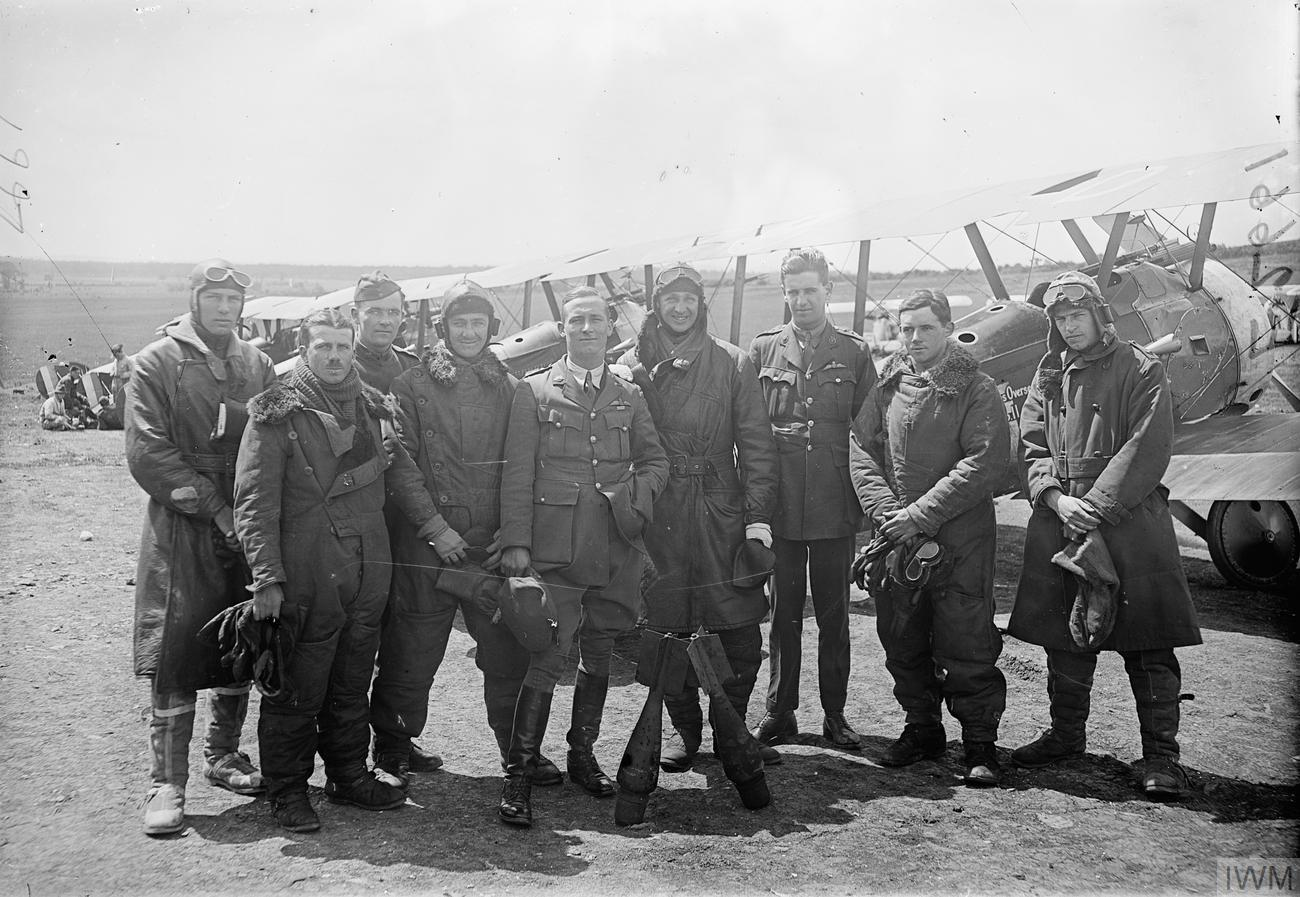
Cobby (Mitte) mit Offizieren der No. 4 Squadron des Australian Flying Corps und ihren Doppeldeckern vom Typ Sopwith Camel an der Westfront im Juni 1918

Das 4. Luftgeschwader erreichte England im März 1917, um ein Übungsprogramm zur Vorbereitung auf den Dienst an der Westfront zu absolvieren. Die Einheit wurde im Dezember mit ihren Sopwith Camels in Frankreich stationiert. Cobby gab später zu, dass er aufgrund der Aussicht auf einen Kampfeinsatz so nervös war, dass er „wenn ich irgendwas hätte tun können, um diese eine Stunde nach hinten zu verschieben, nichts unversucht gelassen hätte, um dies zu schaffen“. Als er seine ersten Kampferfahrungen gegen die deutschen Luftstreitkräfte sammelte, hatte er lediglich 12 Stunden Alleinflug hinter sich.
Er behauptete, einen schnellen Sieg über ein DFW Aufklärungsflugzeug im Februar 1918 erstritten zu haben, allerdings wurde später vermutet, dass der gegnerische Pilot lediglich einen Sturzflug einleitete. Der Abschuss wurde nicht bestätigt. Cobbys Geschwader, stationiert im Département Pas-de-Calais, unterstützte die alliierten Streitkräfte während der deutschen Frühjahrsoffensive, die im folgenden Monat begann. Sein Gegner in der Luft waren u. a. Angehörige der Jagdstaffel 11 von Baron von Richthofen. Sein erster bestätigter Erfolg war der Abschuss von zwei Albatros D.Vs am 21. März.
Nachdem er bewiesen hatte, dass er ein talentierter und aggressiver Pilot war, wurden Cobbys Führungsqualitäten bei einem Treffen am 14. Mai 1918 mit einem Befehlshaber der Luftstreitkräfte gewürdigt, worauf die Beförderung zum Stabshauptmann am 25. Mai folgte. Cobby, der als „Kobold des Unheils“ beschrieben wurde, individualisierte seine Sopwith Camel, indem er Aluminiumstücke in Form des Komikers Charlie Chaplin montierte.
Am 30. Mai gelangen ihm erneut zwei Abschüsse an einem Tag in der Nähe von Estaires, als er einen Albatros und einen Aufklärungsballon abschoss und dieses Kunststück am nächsten Tag im selben Gebiet wiederholte. Darüber hinaus hatte er zuvor im Mai bei Merville als erster Pilot seines Geschwaders einen Aufklärungsballon abgeschossen. Obwohl die „Drachen“, wie die Ballons bezeichnet wurden, eine Anfälligkeit für Brandmunition besaßen, waren Angriffe auf sie riskant, weil sie in der Regel von den deutschen Truppen und Flugabwehrkanonen gut bewacht wurden.
Cobby wurde in Anbetracht seiner Erfolge in der Luft für die Verleihung des Military Cross am 3. Juni 1918 vorgeschlagen, da er als „mutiger und fähiger Patrouillenführer ein ausgezeichnetes Vorbild für sein Geschwader sei“.
Später wurde der Orden in einen Distinguished Flying Cross (DFC) umgewandelt. Die Zeitung The London Gazette berichtete am 2. Juli darüber.

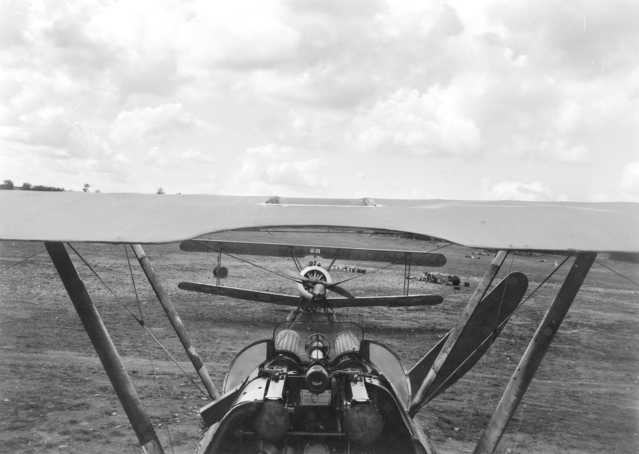
Blick auf eine Camel des Australian Flying Corps durch das Cockpitfenster einer anderen baugleichen Maschine an der Westfront, Juni 1918.

Am 18. Juni schoss Cobby drei deutsche Flugzeuge ab und wurde vorgeschlagen für die Medal bar zu seinem Distinguished Flying Cross in Anbetracht seiner damals 15 Abschüsse.
Am 15. Juni 1918 überraschten Cobby und ein anderer Pilot fünf Pfalz-Aufklärungsflugzeuge in der Nähe von Armentières, von denen Cobby zwei und sein Kamerad eins erspäht hatten. Die beiden Australier wurden daraufhin verfolgt von Fokker-Dreideckern, konnten allerdings vor den Angreifern fliehen.
Aufgrund dessen wurde er nominiert für den zweiten Balken des DFC, da er zum entsprechen Zeitpunkt 21 Abschüsse erzielt hatte und „erfolgreich darin war, sehr viele Maschinen durch harte Arbeit und den Einsatz seines Verstandes, sowie Mut und ausgezeichnete Flugfertigkeiten, zu zerstören“.
Die London Gazette berichtete bereits am selben Tag, dem 21. September, darüber.
Am 16. August leitete Cobby einen Luftangriff auf einen deutschen Flugplatz bei Haubourdin in der Nähe von Lille. Dies war der größte Luftschlag der Alliierten bis dato und resultierte in 37 zerstörten feindlichen Flugzeugen. Am folgenden Tag leitete er einen ähnlichen Angriff und wurde aufgrund des Erfolgs für den Distinguished Service Order vorgeschlagen. Die London Gazette schrieb am 2. November: „Der Erfolg der beiden Angriffe war aufgrund der entschlossenen und fähigen Leitung des Offiziers groß“.
Der erfolgreichste Kampfpilot ist auch der aggressivste, aber er muss Ruhe bewahren und die Situation richtig einschätzen können.
Am Ende seines aktiven Dienstes war Cobby für alliierte Geschwader mit bis zu 80 Flugzeugen zuständig. George Jones, ein ebenfalls sehr erfolgreicher Pilot des 4. Luftwaffengeschwaders, beschrieb ihn als den „unangezweifelten Anführer in Kampf und Freizeit“ der Einheit; seine Heldentaten machten ihn zu einem Nationalheld. Das 4. Luftwaffengeschwader war das erfolgreichste Kampfgeschwader in Frankreich, da es 220 Abschüsse erstritt. Im September 1918 wurde Cobby zum Training einer unerfahrenen Einheit eingesetzt und meinte, die Belastungen durch das Unterrichten der Flugschüler seien „viel schlimmer als in Frankreich“. Er versuchte deshalb bis zum Kriegsende im November, wieder an der Front eingesetzt zu werden. Noch im selben Monat wurde er von Feldmarschall Douglas Haig mit dem Mentioned in Despatches ausgezeichnet.
Obwohl manche Quellen Cobby 29 abgeschossene Flugzeuge und 13 Aufklärungsballons zurechnen, sprechen andere von 24 Flugzeugen und 5 Ballons, was ihn hinsichtlich der Abschussstatistik nicht nur zum erfolgreichsten Piloten der AFC machte, sondern auch zum Piloten mit den meisten abgeschossenen Aufklärungsballons. Sein größter Ruhm kam allerdings dadurch zustande, dass er als Kommandant keinen einzigen Piloten über feindlichem Territorium verlor.

### Späteres Leben
Als gefeierter Nationalheld wechselte Cobby zur neu gegründeten Royal Australian Air Force (RAAF) und stieg bis 1927 zum Rang eines Squadron Leader auf. Im Jahr 1936 verließ er die Luftwaffe, um bei der australische Flugsicherheitsbehörde Civil Aviation Board zu arbeiten, kehrte allerdings nach Beginn des Zweiten Weltkriegs in die RAAF zurück.
Cobby hatte ranghohe Posten bei Air Force inne; so war er Rekrutierungsbeauftragter und Befehlshabender Offizier der Luftstreitkräfte im Nordosten. 1943 erhielt Cobby die George Medal für die Rettung von Kameraden, die einen Absturz überlebt hatten. Er wurde zum befehlshabenden Offizier No. 10 der Operational Group (später Australian First Tactical Air Force) ernannt, aber im folgenden Jahr wieder abgelöst. 1946 verließ er die Armee erneut und arbeitete bis zu seinem Tod wieder bei der australischen Flugsicherheitsbehörde in der Abteilung für zivile Luftfahrt.